# Guglielmo Pucci
Guglielmo Pucci (Napoli, 4 settembre 1824 – Roma, 28 gennaio 1907) è stato un militare, ingegnere navale e politico italiano.

## Biografia

### Periodo pre-unitario
Entrato giovanetto nell'Accademia della Real Marina borbonica (Collegio degli Aspiranti Guardiamarine), il 15 settembre 1845 fu ammesso quale "Alunno Costruttore" venendo destinato al cantiere navale di Castellammare di Stabia. In questo stabilimento effettuò sei anni di tirocinio, poi superato favorevolmente l'esame il 4 maggio 1850 fu nominato, da Ferdinando II, "ingegnere costruttore di terza classe" venendo destinato presso il cantiere navale dell'Arsenale Marittimo partenopeo. Il successivo 6 giugno, in base al Real Decreto n. 1705, gli fu conferito il grado militare (onorifico) di Primo Tenente. Nel 1853 è di nuovo a Castellammare dove segue l'andamento della costruzione della pirofregata a ruote Torquato Tasso. In conseguenza del Real Decreto del 18 giugno 1854 passa alla Prima Sotto Ispezione del Genio Marittimo con l'incarico di responsabile del "Taglio Alberi" nelle foreste silane. Alla fine del 1855 viene richiamato in Castellammare per seguire, quale responsabile, i lavori per la costruzione del brigantino a ruote Sirena. Riuscito felicemente il varo di questa nave con Risoluzione Sovrana del 9 novembre 1859, Francesco II, lo nomina  "ingegnere costruttore di seconda classe" rimanendo di stanza presso il cantiere di Castellammare di Stabia.

### Periodo post-unitario
È stato direttore e ispettore del genio navale, direttore generale delle costruzioni navali al ministero della marina e presidente del Comitato per i disegni delle navi. Collaboratore di Simone Pacoret de Saint-Bon e Benedetto Brin è ricordato, tra gli altri, per il progetto dell'avviso Staffetta.